# Ronnie Moran
Pour les articles homonymes, voir Moran.
Ronald Moran dit Ronnie Moran, né à Crosby (tout près de Liverpool) le 28 février 1934 et mort le 22 mars 2017 est un footballeur britannique (anglais), reconverti entraîneur.
Il a été l'entraîneur et le capitaine du Liverpool Football Club. À sa retraite, en 1999, il était le plus vieil employé du club. 
Il était le dernier survivant de la fameuse « Boot Room» de Liverpool (Bill Shankly, Bob Paisley, Joe Fagan et Reuben Bennett).

## Biographie
Ronnie Moran commence sa carrière professionnelle à Liverpool alors qu'il est électricien. En janvier 1952, il signe un contrat et commence sa carrière avec une défaite 3-2 contre Derby County le 22 novembre 1952. Il n'a alors que 18 ans.
C'est durant la saison 1955-1956 que Moran s'illustre comme étant un des meilleurs. Liverpool est alors en deuxième division. Entre 1955 et 1959, il manque seulement 6 parties. Il est reconnu pour ses talents de marqueurs et s'avère en outre être un expert en penalty.
En 1961-1962, en remerciement pour ses loyaux services, on le nomme capitaine. Cette saison, il joue 16 parties et les Reds accèdent en première division. Deux ans plus tard, ils remportent le championnat de première division, alors que Ronnie Moran manque seulement sept parties.
Malheureusement, les blessures l'accablent lors des saisons suivantes. C'est ainsi qu'il rate la finale de la FA Cup en 1956 à cause d'une blessure au dos. Liverpool remporte quand même la partie contre le club de Leeds United. Il participe toutefois à la légendaire victoire à Anfield contre l'Inter Milan, trois jours plus tard. Il joue ensuite sa dernière partie à San Siro (match-retour de la demi-finale de la coupe d'Europe contre l'Inter). Liverpool s'incline à l'issue d'une rencontre très controversée.
En 1966, il est invité à entrer dans la direction de l'équipe par le manager de l'époque, Bill Shankly. Durant deux années, il joue avec l'équipe réserve, puis quitte l'équipe afin de se concentrer sur l'encadrement de son club de toujours. En 1972-1973, il remporte la « Central League Championship ».
Ronnie « Bugsy » Moran devient rapidement un élément important pour ce qui concerne l'encadrement l'équipe. En effet, il réussit à motiver les joueurs de manière spectaculaire. Il ne se vante jamais et dit que c'est grâce à tous les entraîneurs que l'équipe est performante. On le reconnaît tous à sa grande voix grave qui crie des instructions aux joueurs.
En 1991, il devient entraîneur principal de l'équipe de Liverpool. En 1998, il annonce sa retraite et l'équipe se retrouve orpheline de l'un de ses meilleurs éléments.
Moran reste une légende pour les partisans du Liverpool Football Club.[réf. nécessaire]

## Trophées
- Championnat d'Angleterre de Division 2 : 1962
- Championnat d'Angleterre de Division 1 : 1964
- Vainqueur du Charity Shield : 1964